# Cianogeno
Il cianogeno è un composto chimico, un cianuro formato da carbonio e azoto. Ha formula dimera (CN)2 e formula di struttura N≡C-C≡N.
Dal punto di vista strutturale può essere considerato il nitrile dell'acido ossalico, da cui anche il nome di ossalonitrile.

## Caratteristiche
In condizioni normali è un gas incolore infiammabile e assai tossico. A ~400 °C polimerizza in un solido bianco detto  paracianogeno, a ~800 °C torna gassoso e a ~1000 °C si decompone in radicali ·CN.
La fiamma ottenuta bruciando cianogeno raggiunge i 4.525 °C ed è la seconda fiamma più calda ottenibile da un gas, dopo il dicianoacetilene, quando brucia in presenza di ossigeno.

## Storia
Il cianogeno fu sintetizzato per la prima volta nel 1815 da Joseph Louis Gay-Lussac, che ne determinò anche la formula empirica e gli assegnò il nome.
Verso la fine del XIX secolo assunse importanza in seguito allo sviluppo dell'industria dei fertilizzanti ed è tuttora un importante intermedio nella loro produzione.

Viene utilizzato anche come stabilizzante nella produzione della nitrocellulosa.

## Etimologia
Il nome cianogeno deriva dal greco ed è formato dalle due parole κύανος (kyanos)= blu e γεννάω (ghennào)=creare perché il cianogeno fu isolato per la prima volta dal chimico svedese Carl Wilhelm Scheele a partire dal pigmento "Blu di Prussia".

## Preparazione
In laboratorio può essere ricavato dai cianuri dei metalli pesanti, ad esempio dal cianuro di mercurio:
Hg(CN)2 + HgCl2 → 2 HgCl + (CN)2
o per decomposizione termica del cianuro di mercurio secondo la reazione:
Hg(CN)2 → Hg + (CN)2
Oppure per reazione di disproporzione istantanea del cianuro rameico per reazione tra cianuro di sodio e cloruro rameico:
2 CuCl2 + 4 NaCN → 2 CuCN + 4 NaCl + (CN)2↑
Industrialmente viene prodotto attraverso l'ossidazione dell'acido cianidrico, di solito facendolo reagire con il cloro e utilizzando il biossido di silicio come catalizzatore, oppure facendo reagire diossido di azoto con un sale di rame. Si forma anche facendo scoccare una scintilla o una scarica elettrica in una miscela di azoto e acetilene.
È anche noto come pseudoalogeno, in quanto possiede alcune proprietà simili agli alogeni; ad esempio reagisce con l'idrossido di potassio in maniera analoga al cloro:
(CN)2 + 2 OH- → CN- + CNO- + H2O

## Paracianogeno
Il paracianogeno è prodotto per polimerizzazione del cianogeno attraverso la pirolisi di cianuri di metalli pesanti.

## Sicurezza
Come altri cianuri inorganici, il cianogeno è molto tossico in quanto si decompone facilmente in cianuro, il quale si lega più stabilmente dell'ossigeno alla citocromo-c ossidasi, interrompendo così la catena di trasporto degli elettroni mitocondriali.
Il cianogeno come gas è irritante per gli occhi e il sistema respiratorio. La sua inalazione può produrre mal di testa, vertigini, aumento del battito cardiaco, vomito, perdita di coscienza, convulsioni ed infine anche alla morte, in funzione del grado di esposizione.

## Impieghi bellici
È il gas utilizzato ad Halabja il 17 marzo 1988 dall'esercito iracheno di Saddam Hussein contro i curdi.

## Composti correlati
- Acido cianidrico
- Cianuro
- Pseudoalogeno
- Cloruro di cianogeno
- Acido ferrocianidrico
- Blu diPrussia